# Napoli Basketball
El Napoli Basketball, conocido también por motivos de patrocinio como BPMed Basket Napoli, fue un club de baloncesto italiano con sede en la ciudad de Nápoles, en Campania. Fue fundado en 2011 y disputó sus encuentros en el PalaBarbuto de Nápoles, con capacidad para 5.500 espectadores. Los colores de la sociedad eran el blanco y el azul.

## Historia
Tras la quiebra del S.S. Basket Napoli en 2010, Salvatore Calise, locutor radiofónico y exjugador de baloncesto, decidió fundar el Napoli Basketball. El nuevo club recogió la herencia del APD Pontano Basket Napoli, histórico conjunto napolitano que le cedió su título y luego se ocupó del sector juvenil del Napoli Basketball.
Debutó en la temporada 2011-12 de la Divisione Nazionale A (tercera división del baloncesto italiano), finalizando en el primer lugar de la Conference Centro-Sud al término de la temporada regular y clasificándose para disputar los playoffs, donde se cayó en las semifinales ante el Aquila Basket Trento.
En el verano de 2012 el Napoli Basketball adquirió los derechos deportivos del Pallacanestro Sant'Antimo para participar en la temporada 2012-13 de la Legadue, con el nombre de Nuovo Napoli Basket. El equipo ganó la primera ronda de la Copa Italia de Legadue y disputó los primeros tres partidos de liga. Sin embargo, el 22 de octubre, el Juez Deportivo Nacional excluyó al club de la liga por "impago del primero plazo de las contribuciones obligatorias previstas". En consecuencia de la decisión, el Juez Deportivo también impuso la desvinculación de todos los jugadores afiliados; además los tres partidos disputados en la liga fueron anulados.  El club presentó una reclamación, que fue rechazada.